# Elisa Simantke
Elisa Simantke (* 1986 in Köln) ist eine deutsche Journalistin und Geschäftsführerin (Journalistische Inhalte) des europäischen Rechercheverbundes Investigate Europe. Außerdem arbeitet sie für das Hauptstadtbüro der Tageszeitung Der Tagesspiegel. Dort schreibt sie über EU-Politik. Sie ist Lehrbeauftragte am Institut für Publizistik- und Kommunikationswissenschaft der Freien Universität Berlin.
Simantke studierte Politik und Volkswirtschaftslehre an der Universität zu Köln. Ihre journalistische Ausbildung schloss sie an der Kölner Journalistenschule für Politik und Wirtschaft ab. Simantke schrieb u. a. auch für Die Zeit und Zeit Online.

## Auszeichnungen
- 2015: Otto-Brenner-Preis in der Kategorie Newcomerpreis, für das Dossier Europoly – Privatisierung unter der Troika, 12. November 2014, erschienen in Der Tagesspiegel Nr. 22223[6]
- 2019: Hans-Matthöfer-Preis für Wirtschaftspublizistik, gemeinsam mit Harald Schumann, für den Beitrag Ein Geldkonzern auf dem Weg zur globalen Vorherrschaft, erschienen in Der Tagesspiegel, 8. Mai 2018.